# محمودآباد، کهریزک
محمودآباد، کهریزک روستایی از شهرستان کهریزک در استان تهران است.